# Championnat de Hong Kong de football 1989-1990
Navigation
Saison précédente Saison suivante
La saison 1989-1990 du Championnat de Hong Kong de football est la quarante-cinquième édition de la première division à Hong Kong, la First Division League. Elle regroupe, sous forme d'une poule unique, les neuf meilleures équipes du pays qui se rencontrent deux fois, à domicile et à l'extérieur. En fin de saison, le dernier du classement est relégué et remplacé par les deux meilleurs clubs de Second Division League, la deuxième division hongkongaise.
C'est le club de South China AA qui remporte le championnat cette saison après avoir terminé en tête du classement final, avec treize points d'avance sur Lai Sun FC et dix-sept sur le tenant du titre, Happy Valley AA. C'est le vingt-troisième titre de champion de Hong Kong de l'histoire du club qui réalisé même le doublé en battant Lai Sun FC en finale de la Coupe de Hong Kong.

## Clubs participants
- Hong Kong Police FC
- South China AA
- Eastern AA
- Happy Valley AA
- Lai Sun FC[1] - Promu de D2
- Sing Tao SC
- Double Flower FA[2]
- Sea Bee FC
- Hong Kong FC

## Compétition
Le barème de points servant à établir les classements se décompose ainsi :
- Victoire : 3 points
- Match nul : 1 point
- Défaite : 0 point

### Classement
| Rang | Équipe              | Pts | J  | G  | N | P  | Bp | Bc | Diff |
| ---- | ------------------- | --- | -- | -- | - | -- | -- | -- | ---- |
| 1    | South China AAC     | 43  | 16 | 14 | 1 | 1  | 38 | 8  | +30  |
| 2    | Lai Sun FCP         | 31  | 16 | 9  | 4 | 3  | 24 | 16 | +8   |
| 3    | Happy Valley AAT    | 26  | 16 | 6  | 8 | 2  | 23 | 13 | +10  |
| 4    | Double Flower FA    | 21  | 16 | 5  | 6 | 5  | 19 | 16 | +3   |
| 5    | Eastern AA          | 18  | 16 | 5  | 3 | 8  | 20 | 20 | 0    |
| 6    | Sea Bee FC          | 18  | 16 | 5  | 3 | 8  | 17 | 28 | -11  |
| 7    | Sing Tao SC         | 17  | 16 | 4  | 5 | 7  | 14 | 22 | -8   |
| 8    | Hong Kong FC        | 12  | 16 | 2  | 6 | 8  | 14 | 27 | -13  |
| 9    | Hong Kong Police FC | 10  | 16 | 2  | 4 | 10 | 9  | 28 | -19  |

|  | Champion de Hong Kong 1989-1990                                            |
|  | Relégation directe en deuxième division                                    |
|  | T : Tenant du titre C : Vainqueur de la Coupe de Hong Kong P : Promu de D2 |

## Bilan de la saison
| Championnat de Hong Kong de football 1989-1990 |                            |
| Champion                                       | South China AA (23e titre) |
| Coupes et trophées                             |                            |
| Vainqueur de la Coupe de Hong Kong 1989-1990   | South China AA             |
| Qualifications continentales                   |                            |
| Coupe d'Asie des clubs champions 1990-1991     | Aucun                      |
| Coupe des Coupes 1990-1991                     | Aucun                      |
| Promotions et relégations                      |                            |
| Promus en First Division League                | Martini FC                 |
| Promus en First Division League                | Kui Tan FC                 |
| Relégués en Second Division League             | Hong Kong Police FC        |